# Türkmenbaşy
Türkmenbaşy tên cũ là Krasnovodsk (tiếng Nga: Красноводск) và Kyzyl-Su, là một thành phố ở Turkmenistan, tỉnh Balkan. Thành phố nằm bên Biển Caspi, nằm ở khu vực có độ cao 27 mét. Dân số năm 2004 khoảng 86.800 người, phần lớn là người Nga và Azeri. Là một trạm cuối của tuyến đường sắt xuyên Caspi, thành phố đã từng là một trung tâm vận tải quan trọng.

## Khí hậu
Türkmenbaşy có khí hậu sa mạc lạnh (BWk theo phân loại khí hậu Köppen), với mùa hè nóng bức và mùa đông lạnh giá. Nhiệt độ trung bình là 3 °C vào tháng 1 và 28 °C vào tháng 7. Lượng mưa trung bình hàng năm là 125 mm (5 in).
| Dữ liệu khí hậu của Türkmenbaşy (1981–2010) | Dữ liệu khí hậu của Türkmenbaşy (1981–2010) | Dữ liệu khí hậu của Türkmenbaşy (1981–2010) | Dữ liệu khí hậu của Türkmenbaşy (1981–2010) | Dữ liệu khí hậu của Türkmenbaşy (1981–2010) | Dữ liệu khí hậu của Türkmenbaşy (1981–2010) | Dữ liệu khí hậu của Türkmenbaşy (1981–2010) | Dữ liệu khí hậu của Türkmenbaşy (1981–2010) | Dữ liệu khí hậu của Türkmenbaşy (1981–2010) | Dữ liệu khí hậu của Türkmenbaşy (1981–2010) | Dữ liệu khí hậu của Türkmenbaşy (1981–2010) | Dữ liệu khí hậu của Türkmenbaşy (1981–2010) | Dữ liệu khí hậu của Türkmenbaşy (1981–2010) | Dữ liệu khí hậu của Türkmenbaşy (1981–2010) |
| Tháng                                       | 1                                           | 2                                           | 3                                           | 4                                           | 5                                           | 6                                           | 7                                           | 8                                           | 9                                           | 10                                          | 11                                          | 12                                          | Năm                                         |
| ------------------------------------------- | ------------------------------------------- | ------------------------------------------- | ------------------------------------------- | ------------------------------------------- | ------------------------------------------- | ------------------------------------------- | ------------------------------------------- | ------------------------------------------- | ------------------------------------------- | ------------------------------------------- | ------------------------------------------- | ------------------------------------------- | ------------------------------------------- |
| Cao kỉ lục °C (°F)                          | 20.7 (69.3)                                 | 23.3 (73.9)                                 | 29.0 (84.2)                                 | 36.0 (96.8)                                 | 40.7 (105.3)                                | 43.3 (109.9)                                | 44.7 (112.5)                                | 44.5 (112.1)                                | 43.5 (110.3)                                | 33.4 (92.1)                                 | 28.1 (82.6)                                 | 24.6 (76.3)                                 | 44.7 (112.5)                                |
| Trung bình ngày tối đa °C (°F)              | 7.5 (45.5)                                  | 8.7 (47.7)                                  | 13.1 (55.6)                                 | 19.9 (67.8)                                 | 25.8 (78.4)                                 | 31.6 (88.9)                                 | 34.6 (94.3)                                 | 34.5 (94.1)                                 | 29.3 (84.7)                                 | 21.5 (70.7)                                 | 14.2 (57.6)                                 | 9.1 (48.4)                                  | 20.8 (69.4)                                 |
| Trung bình ngày °C (°F)                     | 3.3 (37.9)                                  | 3.9 (39.0)                                  | 7.7 (45.9)                                  | 13.7 (56.7)                                 | 19.5 (67.1)                                 | 25.1 (77.2)                                 | 28.2 (82.8)                                 | 28.0 (82.4)                                 | 22.7 (72.9)                                 | 15.4 (59.7)                                 | 9.3 (48.7)                                  | 4.9 (40.8)                                  | 15.1 (59.2)                                 |
| Tối thiểu trung bình ngày °C (°F)           | −0.3 (31.5)                                 | −0.2 (31.6)                                 | 3.2 (37.8)                                  | 8.5 (47.3)                                  | 13.6 (56.5)                                 | 18.9 (66.0)                                 | 22.2 (72.0)                                 | 22.0 (71.6)                                 | 16.7 (62.1)                                 | 10.0 (50.0)                                 | 5.0 (41.0)                                  | 1.2 (34.2)                                  | 10.1 (50.2)                                 |
| Thấp kỉ lục °C (°F)                         | −21.5 (−6.7)                                | −21.9 (−7.4)                                | −12.6 (9.3)                                 | −2.6 (27.3)                                 | 0.9 (33.6)                                  | 6.6 (43.9)                                  | 14.1 (57.4)                                 | 10.2 (50.4)                                 | 3.3 (37.9)                                  | −3.1 (26.4)                                 | −12.1 (10.2)                                | −16.3 (2.7)                                 | −21.9 (−7.4)                                |
| Lượng Giáng thủy trung bình mm (inches)     | 12 (0.5)                                    | 13 (0.5)                                    | 17 (0.7)                                    | 16 (0.6)                                    | 9 (0.4)                                     | 3 (0.1)                                     | 2 (0.1)                                     | 5 (0.2)                                     | 5 (0.2)                                     | 11 (0.4)                                    | 19 (0.7)                                    | 14 (0.6)                                    | 126 (5.0)                                   |
| Số ngày mưa trung bình                      | 8                                           | 7                                           | 8                                           | 8                                           | 6                                           | 3                                           | 2                                           | 3                                           | 3                                           | 6                                           | 8                                           | 8                                           | 70                                          |
| Số ngày tuyết rơi trung bình                | 4                                           | 4                                           | 1                                           | 0.1                                         | 0                                           | 0                                           | 0                                           | 0                                           | 0                                           | 0                                           | 0                                           | 2                                           | 11                                          |
| Độ ẩm tương đối trung bình (%)              | 76                                          | 72                                          | 68                                          | 63                                          | 56                                          | 50                                          | 49                                          | 44                                          | 46                                          | 58                                          | 72                                          | 75                                          | 61                                          |
| Số giờ nắng trung bình tháng                | 136.6                                       | 139.0                                       | 172.6                                       | 227.0                                       | 303.2                                       | 347.0                                       | 344.0                                       | 330.2                                       | 294.1                                       | 228.8                                       | 161.9                                       | 124.0                                       | 2.808,4                                     |
| Nguồn 1: Pogoda.ru.net                      |                                             |                                             |                                             |                                             |                                             |                                             |                                             |                                             |                                             |                                             |                                             |                                             |                                             |
| Nguồn 2: NOAA (sun, 1961–1990)              |                                             |                                             |                                             |                                             |                                             |                                             |                                             |                                             |                                             |                                             |                                             |                                             |                                             |

## Thể thao
Thành phố có sân vận động Şagadam với sức chứa 5.000 chỗ ngồi. Đội chủ sân là câu lạc bộ cùng tên, hiện đang thi đấu ở giải bóng đá cao nhất Turkmenistan.
Vào năm 2004, Türkmenbaşy đã đăng cai giải lướt ván quốc tế do PWA tổ chức.

## Thành phố kết nghĩa
- Jūrmala, Latvia[6]